# Пузік Валерій Борисович
Вале́рій Бори́сович Пузік (23 червня 1987, с. Теліжинці)  — український художник, письменник, режисер. Автор книг «З любов'ю — тато», «Бездомні пси», «Моноліт», «Я бачив його живим, мертвим і знову живим», «Шахта. Ранкове зведення»,  співавтор книги «Наші Котики. Бліндаж». 

## Життєпис
Народився 1987 року селі Теліжинці Старосинявського району Хмельницької області.
За освітою художник-дизайнер.
Активний учасник виставок живопису та графіки в Україні та за кордоном. Ключові: «Інкубаційний період» (Артсховище, Кам'янець-Подільський), «Відлуння»(«More Music Club», Одеса), «Примарна зона» («Дзиґа», Львів), «Моя армія. Бачити серцем» (Музей історії Києва).
Працював журналістом для декількох інтернет-ресурсів та паперових видань.
Автор низки новел та оповідань. Серед яких: «Гніздо», «Самогон», «Захар», «Арсен», «Моноліт», містичні повісті «Прозорі», «Нечисті», «Історія снів» та інші. Рукопис книги «Крики і тіні» був відзначений Літературним конкурсом видавництва «Смолоскип» у 2015 році.
Режисер документальних короткометражних стрічок, а також відеопоезій. Деякі з них брали участь у фестивалі CYCLOP-2014 та CYCLOP-2015.
У 2014 році проілюстрував поетичну книгу Андрія Ребрика «Хроніки кохання і смерті».  
Того ж року, режисер Богдан Дацюк, створив короткометражний документальний фільм «нідлякого» про Валерія Пузіка, як художника.   
У січні 2015 пішов добровольцем на фронт. Брав участь у бойових діях на Донбасі в складі 5 батальйону Добровольчого українського корпусу Правого Сектора (ДУК ПС).
У лютому разом з побратимами зняв коротометражний документальний фільм «Перемир'я». За синопсисом: 15 лютого 2015 року — день, коли має настати перемир'я на сході України. Найголовніше політичне досягнення, на яке очікувала країна — увійти у незрозумілий стан замороженого конфлікту, аби перевести його в дипломатичну сферу. Але достатньо опинитися в напівзруйнованому селищі Піски Донецької області в цей самий день, щоб серед його апокаліптичних ландшафтів виявити — політика давно мертва.
Фільм «Перемир'я» отримав Спеціальну відзнаку журі на фестивалі «86» у програмі «Пальма Півночі» у 2016 році. «За переконливий фільм, що від першої особи заглиблює глядача у війну». У вересні 2016 року фільм вийшов у всеукраїнський прокат в кіноальманасі «Український експеримент».
В 2016 році оповідання «Моноліт» Валерія Пузіка розділило перемогу на конкурсі «Новела по-українськи».
«Моноліт» — проблема бійців, які повернулися з АТО, розкрита реалістично й без пафосу. Відчуття, що автор або сам пережив цю трагедію, або хтось із його близьких людей, — відзначила керівник вінницької редакції «Газети по-українськи» Валентина Мураховська.
У вересні відбулась онлайн-прем'єра міні-серіалу «Бліндаж», виробництва Babylon'13 (режисер Володимир Тихий). Валерій Пузік — сценарист проекту. Міні-серіал побудовано на реальних пригодах бійців АТО, які траплялися з ними під час війни на Донбасі.
На початку жовтня 2016 року відеопоезію «Прощання між зірок» (на слова Оксани Забужко) продемонстрували на відкритті Амстердамського фестивалю Read My World. Робота демонструвалась у Києві, Краматорську та Маріуполі в рамках виставки «Моя армія. Бачити серцем» (2016—2017 рр), також — в основній програмі 5-го Одеського бієнале сучасного мистецтва «Зона турбулентності» у 2017 році.
В рамках майстерні DOCemotion взяв участь у зйомці документального міні-серіалу «Декомунізація.UA» (серія «Комуналка»), а в лабораторії MyStreetFilms-Рубіж — зафільмував короткометражний документальний фільм «Гострий біль». Прем'єрні покази відбулись на фестивалях Docudays UA та «86» — відповідно. «Гострий біль» став кращим неігровим фільмом  фестивалю короткометражного кіно «Відкрита ніч. Дубль 20», а також отримав Спеціальний приз фестивалю «За пошук героя». 
У березні 2017 відбулась онлайн-прем'єра кліпу «Сніг»» дуету «ТЕЛЬНЮК: Сестри на вірш Сергія Жадана. Це перше музичне відео режисера. Після нього Валерій монтує наступний кліп на композицію «Від тебе до мене» для дуету «ТЕЛЬНЮК: Сестри». Його презентували на початку червня 2017 року. У відеороботі використана зйомка бійців ЗСУ та Військового телебачення України. Текст до пісні написала Атена Пашко. Кліп був у конкурсі Другого Рівненського міжнародного кінофестивалю «Місто Мрії».
2018 — у видавництві «ДІПА» вийшла друком деб'ютна збірка короткої прози Валерія Пузіка «Моноліт». Вона складається з 13 оповідань, що були написані в період з 2012 по 2016 роки. За збірку «Моноліт» Валерій Пузік отримав другу премію літературного конкурсу «Смолоскип» в номінації «Проза». В той же час у видавництві «Самміт-книга» вийшла друком книга «Бездомні пси» до якої увійшов однойменний цикл оповідань.
Того ж року Валерій разом із музичним критиком Олександром Пролетарським започаткували документальний онлайн-проект «Zvukoryad», в основі якого короткі відео інтерв'ю з музикантами. Героями перших випусків стали: Денис Лефт, Лінія Маннергейма, Саша Буль, Мох Перкалаба, Брати Гадюкіни, Олег Каданов та інші.
У 2019 році у Видавництві АССА виходить друком збірка поезій «Там, де вдома», що об'єднала в собі вірші восьми авторів: четверо чоловіків-воїнів, які виконували (або виконують зараз) бойові завдання в зоні АТО/ОСС, та четверо жінок, які в 2014-2018 роках волонтерили і допомагали армії. «Там, де вдома» - це 112 віршів про любов та війну від Максима Кривцова, Юлії Ілюхи, Влада Сорда, Валерія Пузіка, Юлії Батлікіна, Олександра Лисака, Наталії Маринчак і Марко Терен. Видання здійснене за підтримки Українського Культурного Фонду. 
30 січня 2020 року в український кінопрокат виходить ігрова повнометражка комедія Володимира Тихого «Наші Котики». Одночасно з фільмом друком вийшла книга «Наші Котики. Бліндаж», що написана Валерієм у співавторстві з В. Тихим.
Кіноповість «Наші котики» — це трагікомічна розповідь про пригоди бійців АТО, створена за мотивами сценарію однойменного фільму режисера Володимира Тихого. Події розгортаються на початку гарячої фази війни на сході України. На одну з позицій фронту заступають на бойове чергування головні герої: інженер, актор і продавець квітів. Воїни-добровольці, як і тисячі їхніх побратимів, і гадки не мають, що відіграють вирішальну роль у захисті Батьківщини поки ставатиме на ноги боєздатна регулярна армія.  Видання доповнене дев'ятьма  новелами Валерія Пузіка, що писалися для вебсеріалу «Бліндаж».
Кіносценарій повнометражного ігрового фільму «34 сонячні дні і один похмурий» (за однойменною повістю Олі Русіної) став дипломантом-фіналістом «Коронації слова»-2020. 
В листопаді 2020 році у Видавництві Старого Лева вийшла збірка оповідань «Я бачив його живим, мертвим і знову живим», де автор розповідає історії про дитинство, сільські будні, війну, важливі моменти і місця. Від побутових тем, заробітчанства читачі переходять до гарячих точок на сході. Наприкінці книжки настає усвідомлення цінності кожної миті, виявляється, можна бути вдячним і щасливим попри все. В грудні, книжка потрапила в двадцятку кращих українських прозових книг 2020 року за версією Українського ПЕН-клубу. 
Навесні 2021 року, у видавництві «Фоліо» виходить друком книга  «Шахта. Ранкове зведення». Під обкладинкою: документальний роман «Шахта» та збірка поезій «Ранкове зведення». Події роману відбуваються в червні-липні 2015 року. В центрі історії бійці Добровольчого українського корпусу — артилерійський підрозділ, який виїхав на передову в район шахти «Бутівка». Автор пропонує разом з добровольцями ДУК ПС в кузові ЗІЛа виїхати на передову, облаштувати «хату» у Водяному, позиції в Опитному, поблизу Авдіївки та шахті «Бутівка»; побути в шкірі артилериста-добровольця в період чергового перемир’я і провести «казковий» місяць на передовій: ховатися від танкового обстрілу, укріплювати позиції, копати, приймати «пологи» в 120-го міномета, знову копати, їсти зіпсовану ковбасу, черствий хліб, сваритись і ділити один автомат на чотирьох осіб.
В серпні на Одеському міжнародному кінофестивалі був представлений проєкт фільму «Донбас Драм'н'бас», режисера Романа Любого. Співавтор сценарію - Валерій Пузік. 
Синопсис: Донецьк, початок 2014 року. У центр уваги сюжету потрапляє той, хто зазвичай тримається тіні, - мовчазний активіст із силової ланки проукраїнського руху з позивним Ніхто. З Києва, на допомогу партизанам, приїжджає Вітер. Ніхто стає своєрідним гідом для колишнього військового, натомість отримуючи інтенсив із ведення партизанської війни в умовах міста. На тлі холоду засідок і схованок, переслідувань і підозр тліють стосунки, схожі на зв'язок батька й сина.
З березня 2022 року перебуває в лавах Збройних Сил України. Валерій малює картини на ящиках від боєприпасів. Вони є в приватних колекціях США, Канади, Великобританії, Швейцарії, Аргентини, Франції, Польщі, Іспанії, Німеччини, України тощо.  

Перебуваючи на війні, написав книжку «З любов'ю — тато», яка вийшла у січні 2023 року у видавництві Лабораторія. Права на видання цієї книги придбало видавництво Dajama і в кінці січня 2024 року вона з’явилась на полицях книгарень Словаччини: S láskou, otec («З любов'ю — тато!»). У видавництві про неї пишуть:
Тут немає батальних сцен чи описів боїв. Валерій Пузік намагається продемонструвати, що навіть у час найжорстокіших війн у центрі всього — людина. Він веде читача уламками спогадів, рефлексіями сьогодення і мріями про майбутнє, створюючи власну фронтову реальність. Ця книжка — це тут і зараз, у якому перебувають тисячі солдатів на війні. Це живий нерв, який не дозволяє залишатися байдужим до всього, що тебе оточує. Це вузька стежка над прірвою, яку потрібно пройти, щоб врешті побачити світло — своїх дітей, своїх рідних і свою мирну країну.  
Книга увійшла до переліку найкращих прозових книжок 2023 року за версією українського ПЕН-клубу. 
Внаслідок обстрілу російськими військами Харкова 23 травня 2024 року загорілася друкарня Factor druk. Серед знищених книжок - майже увесь наклад книжки «Мисливці за щастям» Валерія Пузіка. Вціліло всього 200 примірників, які напередодні обстрілу були переміщенні в інший цех. Ці книги були представлені на Крижковому Арсеналі у Києві.  
«Мисливці за щастям» — збірка щемких оповідань про життя на фронті та на деокупованих територіях, з яких, попри звільнення, війна нікуди не пішла. Села зруйновані, поля заміновані, але там живуть люди, які вірять, турбуються одне про одного, будують плани, усміхаються всупереч усьому. На деокуповані вулиці повертаються діти й весна. Книжку присвячено Максиму «Далі» Кривцову, поету і військовослужбовцю, який загинув у січні 2024 року.
6 червня 2024 року у театрі «Міський Гараж» (City Garage theater) в Санта Моніці, США відбувся перший показ п'єси «Привиди у гілках».   

## Фільмографія
- 2024: «Поет спеціальних операцій», документальний, короткометражний, оператор-хроніки.

Режисерка Ірина Стороженко.  
У фільмі використовується відеохроніка 2015 року, яку зафільмував Валерій, в лавах ДУК ПС. 
- 2023: «Я - хата», документальний, короткометражний, сценарист.

6 фільм циклу «Війна-ненажера» Babylon’13. Режисер - Ілля Єгоров. 
У фільмі використовується вірш, як сценарій та відеохроніка Валерія, з Херсонської області.
- 2023: «Між трьома кадрами братів Люм'єр», документальний, короткометражний, сценарист і режисер.
- 2023: «Бурий», документальний, короткометражний, сценарист і режисер.
- 2022: «Вниз по течії», документальний, короткометражний, сценарист і режисер.
- 2020: War Note[25], документальний, повнометражний, оператор (режисер Роман Любий[26], виробництво - Babylon’13)
- 2018: «Zvukoryad», документальний онлайн-серіал, оператор і режисер.
- 2017: «Гострий біль», короткометражний, документальний, оператор, сценарист і режисер.
- 2016: «Український експеримент», альманах, режисер (спільно з: Наталя Машарова, Анатолій Ульянов, Поліна Мошенська, Макс Лижов, Ель Парвулеско). Альманах короткометражних експериментальних фільмів молодих українських режисерів. П’ять документальних історій стосунків між людиною та сучасними містами, серед яких Київ, Лісабон, Лос-Анжелес, Піски та Бровари. Світові прем’єри фільмів відбулися на Третьому фестивалі кіно та урбаністики «86». Серед учасників – переможці національного конкурсу документального кіно «Пальма Півночі».
- 2016: «Бліндаж», міні-серіал, ігровий, сценарист (режисер Володимир Тихий, виробництво - Babylon’13)
- 2015: «Перемир'я», короткометражний, документальний, сценарист, режисер, продюсер.
- 2014: «Дорога до життя», короткометражний ігровий, сценарист (дипломна робота режисера Максима Собчука, виробництво: Київський Національний Університет Театру, Кіно і Телебачення).
- 2014: «Уламки», короткометражний документальний, сценарист і режисер (фільм був знятий в рамках школи документального кіно Гогольфест).
- 2010: «Вулиця», короткометражний документальний, сценарист і режисер.

## Відео
Кліпи
- 2021: «Тизер Прошлого Наугад» (MAMANET feat. Sasha Proletarskyi)
- 2019: «Не я, а той[27]» (Мантра Керуака)
- 2017: «Сніг», «Від тебе до мене» (ТЕЛЬНЮК: Сестри)

Відеопоезія
- 2024: «Я стану мандрівником» (Максим Кривцов)
- 2015: «Прощання між зірок» (Оксана Забужко); На початку жовтня 2016 року відеопоезію «Прощання між зірок» продемонстрували на відкритті Амстердамського фестивалю Read My World. Робота демонструвалась у Києві, Краматорську та Маріуполі в рамках виставки «Моя армія. Бачити серцем» (2016-2017рр), також - в основній програмі 5-го Одеського бієнале сучасного мистецтва «Зона турбулентності» у 2017 році.
- 2015: «Буду повертатись» (Максим Кривцов)
- 2014: «Пізнаєш мене» (Заза Пауалішвілі), «Говори» (Somvan Inme feat Yulia Mif)

### Ілюстрації
- «Хроніки кохання та смерті» (графіка), збірка поезій, автор Андрій Ребрик. — Edmonton: Forgotten Heritage Publishing, 2014. — 112с.
- «Там, де вдома» (графіка), збірка поезій, автори: Юлія Ілюха, Максим Кривцов , Марко Терен , Влад Сорд , Валерій Пузік , Юлія Баткіліна , Олександр Лисак , Наталія Маринчак. — Харків: АССА, 2019. — 232 с.
- «Перформативні практики: досвід переосмислення» (графіка), монографія, Наталя Малютіна, Ірина Нечиталюк. — Одеса: Астропринт, 2021. — 184 с.
- «Я перетворююсь» (графіка), автор Володимир Вакуленко-К. — Харків: Віват, 2023. — 192 с.
- «Стодола FM» (графіка), збірка оповідань, автор Анатолій Стодола. — Київ: Видавництво Білка, 2023. — 240 с.
- «Бікфордова кров» (живопис), збірка віршів, автор Олександр Лисак. — Харків: АССА, 2024. — 128 с.
- «Барокове»(живопис), збірка віршів, автор Володимир Тимчук. — Львів: VarT, 2024. — 144 с.

## Нагороди та відзнаки
Література
- 2024 — стипендіат Норвезької асоціації авторів і перекладачів нонфікшн-літератури та Українського ПЕН
- 2024 — Шорт-лист конкурс сучасної драматургії «Липневий мед 2024», п'єса «Привиди у гілках».
- 2024 — EURODRAM,  п'єса «Привиди у гілках».
- 2023
- 2022 — стипендіат Українського ПЕН (цикл текстів «Зошит війни»).
- 2020 — дипломант-фіналіст «Коронації слова» у номінації «Кіносценарій». Сценарій повнометражного ігрового фільму «34 сонячні дні і один похмурий» (за однойменною повістю Олі Русіної). Написаний у співавторстві з О.Русіною.
- 2019 — дипломат літературної премії імені Олеся Ульяненка. Книга «Моноліт».
- 2019 — переможець конкурсу Гранослов[34]. Збірка творів «Бліндаж. Дев'ять історій».
- 2018 — друга премія літературного конкурсу Смолоскип за збірку оповідань «Моноліт[35]».
- 2018 — переможець другого всеукраїнського літературного конкурсу ім. Григора Тютюнника. Цикл оповідань «Бездомні пси».
- 2017 — лауреат першого всеукраїнського літературного конкурсу ім. Григора Тютюнника.[36] Оповідання «Гніздо».
- 2016 — перемога у конкурсі «Новела по-українськи». Оповідання «Моноліт» розділило 1 місце з іншим текстом.
- 2015 — друге місце в конкурсі короткої прози «Українська Бессарабія». Оповідання «Гніздо».
- 2015 — четверта премія літературного конкурсу Смолоскип за рукопис збірки короткої прози «Крики і тіні».
- 2012 — фіналіст конкурсу короткої прози Open Ukraine. Оповідання «Самогон».
- 2009 — диплом 2-го ступеня за перемогу у літературному конкурсі «Життя як воно є».

Кіно
- 2017 — «Гострий біль», приз за «Найкращий неігровий фільм[37]» на фестивалі «Відкрита ніч. Дубль 20» та Спеціальний приз фестивалю «За пошук героя».
- 2016 — «Перемир'я», спеціальна відзнака журі на фестивалі «86» у конкурсній програмі «Пальма Півночі».